# Oscinella agropyri
Oscinella agropyri är en tvåvingeart som beskrevs av Louis-Paul Mesnil 1935. Oscinella agropyri ingår i släktet Oscinella och familjen fritflugor. Inga underarter finns listade i Catalogue of Life.